# Damville
Damville ist eine ehemalige französische Gemeinde mit 2090 Einwohnern (Stand: 2020) im Département Eure in der Region Normandie. Sie gehörte zum Arrondissement Évreux. Die Bewohner werden Damvillais und Damvillaises genannt.
Der Erlass vom 23. November 2015 legte mit Wirkung zum 1. Januar 2016 die Eingliederung von Damville als Commune déléguée zusammen mit den früheren Gemeinden Condé-sur-Iton, Gouville, Manthelon, Le Roncenay-Authenay und Le Sacq zur neuen Commune nouvelle Mesnils-sur-Iton fest. Der Verwaltungssitz befindet sich in Damville.

## Geografie
Damville liegt etwa 18 Kilometer südsüdwestlich von Évreux und etwa 42 Kilometer ostsüdöstlich von Bernay am Iton. Die Weiler Le Coudray und Les Minières gehörten ebenfalls zum Ort. In Le Coudray befindet sich ein Gewerbegebiet (zone artisanale).
Umgeben wird Damville von den Nachbargemeinden und den Communes déléguées:
| Marbois                                 | Le Sacq (Commune déléguée)                  | Sylvains-lès-Moulins                 |
| Le Roncenay-Authenay (Commune déléguée) | Kompassrose, die auf Nachbargemeinden zeigt |                                      |
| Roman (Commune déléguée)                |                                             | Buis-sur-Damville (Commune déléguée) |

Auf dem ehemaligen Gemeindegebiet gelten geschützte geographische Angaben (IGP) für Schweinefleisch (Porc de Normandie), Geflügel (Volailles de Normandie) und Cidre (Cidre de Normandie und Cidre normand).

## Geschichte
Damville existierte schon in gallo-römischer Zeit (52 v. Chr. bis 486 n. Chr.). Auf Luftbildern sind im östlichen Gemeindegebiet Strukturen von Bauwerken zu erkennen, die von einem Graben umgeben und mit einer Brücke verbunden waren. Erst 1882 wurden die Gebäude eingeebnet und die Fläche landwirtschaftlich genutzt. Das Bauwerk kann ohne Prospektion nicht datiert werden. Meist stammen solche Funde aus gallo-römischer Zeit, sie können aber auch aus der Eisenzeit oder aus dem Mittelalter stammen.
Später besaß die Ortschaft durch ihre Lage an der französischen Seite der Grenze der Normandie gewisse Bedeutung. Die Burg von Damville wurde im Jahre 1035 errichtet. Sie wurde durch Heinrich II. von England 1189 niedergebrannt und von Richard Löwenherz wieder aufgebaut. Die Burg bildete zusammen mit den Burgen von Tillières-sur-Avre und Breteuil eine Festungslinie. Um 1285 gelangte die Ortschaft in den Besitz der Familie Montmorency. Als Henri II. de Montmorency 1632 auf dem Schafott starb, fiel Damville an seine Schwester Marguerite (1577–1660), und somit durch Heirat an die Familie Levis de Ventadour. 1648 wurde Damville zum Herzogtum (Duché) erhoben. Später erhielt Louis-Alexandre de Bourbon, comte de Toulouse (1678–1737), die Ortschaft. Für ihn wurde sie zur Duché Pairie erhoben. Er verkaufte sie 1720.
1808 wurde Mousseaux und 1974 wurde Les Minières eingemeindet. Les Minières war im Ancien Régime eine eigenständige Seigneurie, deren Besitzer bis zum 15. Jahrhundert den Namen der Ortschaft angenommen hatten.
Im Zweiten Weltkrieg (1939–1945) wurde Damville in der Nacht vom 11. zum 12. Juli 1944 während der Operation Overlord durch die alliierte Luftwaffe bombardiert. Dabei kamen acht Menschen um.

## Bevölkerungsentwicklung
| Damville: Einwohnerzahlen von 1793 bis 2020                                                                                | Damville: Einwohnerzahlen von 1793 bis 2020 | Damville: Einwohnerzahlen von 1793 bis 2020 | Damville: Einwohnerzahlen von 1793 bis 2020 | Damville: Einwohnerzahlen von 1793 bis 2020 |
| --- | ------------------------------------------- | ------------------------------------------- | ------------------------------------------- | ------------------------------------------- |
| Jahr |                                             |                                             |                                             | Einwohner                                   |
| 1793 | 1793                                        |                                             | 692                                         | 692                                         |
| 1800 | 1800                                        |                                             | 728                                         | 728                                         |
| 1806 | 1806                                        |                                             | 804                                         | 804                                         |
| 1821 | 1821                                        |                                             | 762                                         | 762                                         |
| 1831 | 1831                                        |                                             | 804                                         | 804                                         |
| 1836 | 1836                                        |                                             | 859                                         | 859                                         |
| 1841 | 1841                                        |                                             | 946                                         | 946                                         |
| 1846 | 1846                                        |                                             | 1.029                                       | 1.029                                       |
| 1851 | 1851                                        |                                             | 1.002                                       | 1.002                                       |
| 1856 | 1856                                        |                                             | 971                                         | 971                                         |
| 1861 | 1861                                        |                                             | 1.013                                       | 1.013                                       |
| 1866 | 1866                                        |                                             | 985                                         | 985                                         |
| 1872 | 1872                                        |                                             | 968                                         | 968                                         |
| 1876 | 1876                                        |                                             | 1.040                                       | 1.040                                       |
| 1881 | 1881                                        |                                             | 1.176                                       | 1.176                                       |
| 1886 | 1886                                        |                                             | 1.201                                       | 1.201                                       |
| 1891 | 1891                                        |                                             | 1.259                                       | 1.259                                       |
| 1896 | 1896                                        |                                             | 1.350                                       | 1.350                                       |
| 1901 | 1901                                        |                                             | 1.337                                       | 1.337                                       |
| 1906 | 1906                                        |                                             | 1.249                                       | 1.249                                       |
| 1911 | 1911                                        |                                             | 1.231                                       | 1.231                                       |
| 1921 | 1921                                        |                                             | 1.165                                       | 1.165                                       |
| 1926 | 1926                                        |                                             | 1.181                                       | 1.181                                       |
| 1931 | 1931                                        |                                             | 1.157                                       | 1.157                                       |
| 1936 | 1936                                        |                                             | 1.163                                       | 1.163                                       |
| 1946 | 1946                                        |                                             | 1.147                                       | 1.147                                       |
| 1954 | 1954                                        |                                             | 1.181                                       | 1.181                                       |
| 1962 | 1962                                        |                                             | 1.141                                       | 1.141                                       |
| 1968 | 1968                                        |                                             | 1.189                                       | 1.189                                       |
| 1975 | 1975                                        |                                             | 1.345                                       | 1.345                                       |
| 1982 | 1982                                        |                                             | 1.666                                       | 1.666                                       |
| 1990 | 1990                                        |                                             | 1.897                                       | 1.897                                       |
| 1999 | 1999                                        |                                             | 2.017                                       | 2.017                                       |
| 2006 | 2006                                        |                                             | 2.031                                       | 2.031                                       |
| 2015 | 2015                                        |                                             | 2.068                                       | 2.068                                       |
| 2020 | 2020                                        |                                             | 2.090                                       | 2.090                                       |
| Quelle(n): EHESS/Cassini bis 1999, INSEE ab 2006 Anmerkung(en): Ab 1962 offizielle Zahlen ohne Einwohner mit Zweitwohnsitz |                                             |                                             |                                             |                                             |

## Gemeindepartnerschaft
Seit 1971 besteht eine Partnerschaft mit Kiefersfelden, einer Gemeinde im oberbayerischen Landkreis Rosenheim an der Grenze zu Österreich.

## Sehenswürdigkeiten
Die Kirche Saint-Evroult stammt aus dem 15. Jahrhundert, ihr Kirchenschiff und Glockenturm wurden 1921 als Monument historique (historisches Denkmal) klassifiziert. In der Kirche befindet sich eine Glocke, die das Datum 1535 trägt und 1941 als Monument historique klassifiziert wurde.

## Persönlichkeiten
- Raymond Duchamp-Villon (1876–1918), französischer Maler und Bildhauer, geboren in Damville
- Jacques Villon (Gaston Duchamp) (1875–1963), französischer Maler, Zeichner und Graveur, geboren in Damville